# 홈즈 앤 왓슨
《홈즈 앤 왓슨》(영어: Holmes and Watson)은 미국에서 제작된 에이탄 코언 감독의 2018년 미스터리 코미디 영화이다. 윌 페럴과 존 C. 라일리가 제목의 셜록 홈스와 존 H. 왓슨을 연기하였고, 그 외에 리베카 홀, 레이프 파인스, 롭 브라이던, 켈리 맥도널드, 스티브 쿠건 등이 출연하였다. 애덤 매케이 등이 제작에 참여하였다.
미국에서 2018년 12월 25일 소니 픽처스 릴리싱에 의해 컬럼비아 픽처스 레이블로 개봉되었다.

## 줄거리
셜록 홈스와 존 H. 왓슨은 버킹엄궁에서 열린 홈스의 생일 파티에서 4일 뒤에 빅토리아 여왕을 죽이겠다는 살인 예고장을 발견한다. 이제 홈스와 왓슨은 살인마를 잡아 여왕이 새 희생자가 되는 사태를 막아야만 한다.

## 출연
- 윌 페럴 - 셜록 홈스 역
- 존 C. 라일리 - 존 H. 왓슨 역
- 리베카 홀 - 그레이스 하트 의사 역
- 레이프 파인스 - 제임스 모리아티 교수 / 제이컵 머스그레이브 역
- 롭 브라이던 - 레스트레이드 경감 역
- 켈리 맥도널드 - 허드슨 부인 역
- 스티브 쿠건 - 구스타브 클링어 역
- 로렌 랩커스 - 밀리 역
- 팸 페리스 - 빅토리아 여왕 역
- 휴 로리 - 마이크로프트 홈스 역
- 벨라 램지 - 플로첨 역
- 노아 주프 - 독시 역
- 브론 스트로먼 - 브론 역
- 빌리 제인 - 본인 역

## 기타 제작진
- 배역: 루신다 사이슨
- 미술: 제임스 햄비지